# Barbie Super Principessa
Barbie Super Principessa (Barbie in Princess Power) è un film d'animazione del 2015 diretto da Ezekiel Norton, ed è il 29° film di Barbie.

## Trama
Un giorno, dopo essere stata baciata da una farfalla magica, Kara scopre presto di avere incredibili super poteri che le permettono di trasformarsi in Super Sparkle, il suo alter ego segreto che combatte contro il crimine e vola in giro per il regno pronto a salvare la situazione! Ma non passa molto tempo prima che sua cugina gelosa catturi la farfalla e si trasformi in Dark Sparkle.

## Doppiaggio
| Personaggio | Doppiatore originale | Doppiatore italiano |
| ----------- | -------------------- | ------------------- |
| Barbie/Kara | Kelly Sheridan       | Emanuela Pacotto    |